# ریشه مکعب
در ریاضیات ، ریشه مکعبی از یک عدد به مانند x عددی است که عدد y را به عنوان توان سوم خود دارد. یعنی {\displaystyle y^{3}=x.} تعداد ریشه های مکعبی یک عدد به سیستم عددی در نظر گرفته شده بستگی دارد.
هر عدد واقعی غیر صفر x دقیقاً یک ریشه مکعب واقعی دارد که به صورت {\textstyle {\sqrt[{3}]{x}}} نشان داده می شود و در زمینه اعداد مختلط این شکل در نظر گرفته نمی شوند، ریشه مکعب واقعی x  به سادگی ریشه مکعب x نامیده می شود. به عنوان مثال، ریشه های مکعب واقعی 8 و −8 به ترتیب 2 و −2 هستند. ریشه مکعب واقعی یک عدد صحیح یا یک عدد گویا به طور کلی نه یک عدد گویا و نه یک عدد ترسیم‌پذیر است.

نمودار. نمودار با توجه به مبدا متقارن است، زیرا یک تابع فرد است. در این نمودار دارای مماس عمودی است.